# Johann Skondelev
Johann Skondelev (død 17. august 1421) var en biskop af Slesvig Stift.

## Liv og gerning
I 1374 blev Slesvig bispestol ledig ved biskoppens forflyttelse til Øsel, og kapitlet valgte sin kantor, Niels Pedersen, der støttedes af de holstenske grever og lovede disse at holde bispeslottene til deres hånd. Valdemar Atterdag, som i dette øjeblik arbejdede ivrig på at genoprejse den danske magt i Sønderjylland, havde imidlertid indflydelse nok ved pavestolen til at få dette valg omstødt, og paven udnævnte i stedet Johann Skondelev til biskop i 1375. Endnu i samme år døde dog kong Valdemar, og den ny, dansksindede biskop kom derved i en meget vanskelig stilling, da holstenerne nu hurtig fik hele hertugdømmet i deres hænder. Så godt det lod sig gøre, holdt han fast ved sine forbindelser med Danmark; han blev blandt andet i 1382 udnævnt til pavens nuntius og kollektor for riget, og han fik kong Olufs stadfæstelse på sin kirkes friheder; men han har sikkert også måttet vise megen bøjeiighed over for landets tyske herrer, især efter at disse var blevne anerkendte fra dansk side ved forleningen i 1386.
På ny åbnede der sig udsigt til at genvinde Sønderjylland for Danmark, da hertug Gerhard i 1404 faldt mod ditmarskerne, og Skondelev støttede ivrig dronning Margrethe i hendes forsøg på at træde i faderens fodspor; blandt andet overlod han hende mod en årlig afgift bispestolens 2 faste borge, Svavsted og Stubbe, og her sad nu danske slotshøvedsmænd helt nede ved Holstens grænse. Med voksende ængstelse så holstenerne deres magt stadig trænges tilbage, og deres vrede rettede sig især mod Skondelev. I februar 1410, da han opholdt sig i Flensborg, blev han overfaldet af holstenske adelsmænd; hans køgemester blev nedhugget, han selv, såret og halvnøgen, førtes som fange syd på. Snart kom han dog atter fri; Margrethe fortsatte med held sin stræben, og ved hendes død var mesteparten af landet i de danskes hænder, sikret ved en 5-årig stilstand.
Erik af Pommern lod straks Danehoffet i Nyborg underkende holstenernes krav på forlening med Slesvig (juli 1413); Skondelev overværede mødet og støttede kongen ved at afgive vidnesbyrd om, at forleningen ikke var blevet fornyet rettelig på mødet i Assens 1396. Kort efter satte kongen ham i spidsen for den sendefærd, han sendte til kirkemødet i Constanz og kejser Sigismund; den hjemførte blandt andet kejserens stadfæstelse af Nyborg-dommen, men på konciliet trådte Skondelev ganske i skygge for sin yngre ledsager, den talentfulde Peder Lykke, og om slesvigbispen vides kun, at han ved nogle ubesindige ytringer gav Lübecks udsendinge anledning til at beskylde Erik for at ville lægge deres by ind under sin krone, hvad der voldte stor splid. Efter sin hjemkomst oplevede Skondelev fornyelsen af kampen om Sønderjylland efter stilstandens udløb 1416, og året efter havde han den glæde at se kong Erik holde sit indtog i selve hans bispestad Slesvig. Snart vendte dog forholdene sig til holstenernes gunst: de 2 bispeborge hørte til de punkter, der først gik tabt, og på sine gamle dage har Skondelev med ængstelse måttet se ud i fremtiden. Han havde sit eget kapitel imod sig med domprovst Henrik v. See i spidsen. Alligevel holdt han til det yderste fast ved Danmark, og endnu i begyndelsen af august 1421 mødte han på Viborg Landsting for sammen med Jyllands stormænd og almue at vidne om Sønderjyllands danskhed. Kort efter døde han i høj alder den 17. august 1421, og nu var det holstenerne, der førte deres kandidat til bispestolen igennem, den nys nævnte domprovst Henrik. Skondelev var overhovedet den sidste danske mand på Slesvig bispestol, og han er vel værd at mindes som en af dem, der i dette for Sønderjylland så skæbnesvangre tidsafsnit virkede ivrigst for at hindre landets fjernelse fra Danmark.

## Litterartur
- Erslev, Kr.: "Skondelev, Hans" i Dansk biografisk Leksikon, 1. udgave, bind XVI, s. 57f